# کوبی جونز
کوبی جونز (انگلیسی: Cobi Jones؛ زاده ۱۶ ژوئن ۱۹۷۰) یک بازیکن فوتبال اهل ایالات متحده آمریکا است.
وی همچنین در تیم ملی فوتبال ایالات متحده آمریکا بازی کرده‌است.